# Teste U de Mann-Whitney
Em estatística o teste U de Mann-Whitney (também conhecido por teste da soma dos postos de Wilcoxon, teste de Wilcoxon-Mann-Whitney ou teste de Mann-Whitney) É um teste não paramétrico aplicado para duas amostras independentes. É de fato a versão da rotina de teste não-paramétrico de t de Student.
Ele foi inicialmente proposto em 1945 por Frank Wilcoxon com os mesmos tamanhos de amostra e estendido para tamanhos de amostras arbitrárias e de outras maneiras por Henry B. Mann e Donald R. Whitney em 1947.

## Abordagem para testes
O teste de Mann-Whitney foi usado para testar a heterogeneidade de duas amostras ordinais. A abordagem inicial é:
1. As observações a partir de ambos os grupos são independentes.
2. As observações são variáveis ordinais ou contínuas.
3. Sob a hipótese nula, a distribuição a partir de ambos os grupos é a mesma.
4. Sob a hipótese alternativa, os valores das amostras tendem a exceder os dos outros: P(X > Y) + 0.05 P(X = Y)  > 0.05.

## Cálculo da estatística
Para calcular estatisticamente  U é atribuído a cada um dos valores das duas amostras para construir ranking:
{\displaystyle U_{1}=n_{1}n_{2}+{n_{1}(n_{1}+1) \over 2}-R_{1}}
{\displaystyle U_{2}=n_{1}n_{2}+{n_{2}(n_{2}+1) \over 2}-R_{2}}
onde n1 e n2 são os respectivos tamanhos de cada amostra, R1 e R2 é a soma das fileiras das observações das amostras 1 e 2, respectivamente.
Estatística L é definido como o mínimo de U1 e U2.
Os cálculos têm de ter em conta a presença de comentários idênticos ao ordenar. No entanto, seu número é pequeno, podemos ignorar esse fato.

## Distribuição estatística
O teste calcula o estatístico denominado U, a distribuição para amostras com mais de 20 observações relativamente bem aproxima da distribuição normal.
A aproximação da normal z, quando temos grandes amostras suficientes é dado pela expressão:
{\displaystyle z=(U-m_{U})/\sigma _{U}}
Onde mU e σU são média e desvio padrão de U se a hipótese nula é verdadeira, e são dadas pelas seguintes fórmulas:
{\displaystyle m_{U}=n_{1}n_{2}/2.}
{\displaystyle \sigma _{U}={\sqrt {n_{1}n_{2}(n_{1}+n_{2}+1) \over 12}}.}

## Implementações
- Implementação em linha usando javascript
- R é uma implementação do teste (referido como o teste de Wilcoxon de duas amostras) por wilcox.test (e no caso de pares de dados, em wilcox.exact pacote opção exactRankTests ou exact= FALSE).
- Existe uma biblioteca java para este teste e muitos mais. Seu nome é "Commons Math" e está em um programa de trabalho Apache. A URL para esta biblioteca é: http://commons.apache.org/math/userguide/stat.html#a1.8_Statistical_tests